# Névrose obsessionnelle
La névrose obsessionnelle ou névrose de contrainte (Zwangsneurose) est l'une des trois formes principales de la névrose, les autres étant l'hystérie et la phobie. Dans l'approche psychanalytique, elle est la deuxième grande maladie nerveuse de la classe des névroses après l'hystérie.
Ce terme est utilisé en psychanalyse et dans la classification française CFTMA.

## Définition
Le terme « névrose obsessionnelle » (Zwangsneurose) désigne « une situation clinique, dans laquelle un sujet voit, contre son gré, sa conscience assiégée par des images, des idées ou des mots ». Alors que sa conscience reste claire, ces obsessions ressenties comme morbides privent momentanément le sujet de sa liberté de penser et d'agir : le Moi, qui les déclare étrangères à lui-même, recourt à des mécanismes de défense  de plus en plus compliqués afin de soulager son angoisse. Dans la forme la plus typique de cette névrose, le conflit psychique s'y exprime en effet par des symptômes « dits compulsionnels » qui vont jusqu'à accomplir des actes indésirables, tandis que le mode de pensée se caractérise par « la rumination mentale, le doute, les scrupules et [...] aboutit à des inhibitions de la pensée et de l'action ».
Le Vocabulaire de la psychanalyse définit la névrose obsessionnelle comme une classe des névroses dégagées par Sigmund Freud qui constitue « un des cadres majeurs de la clinique psychanalytique ».

## Histoire du concept
Selon Marc Hayat, la conception moderne de la « névrose obsessionnelle » a été « “inventée” par Freud en 1894, c'est-à-dire  très tôt au début de son œuvre » : c'est en effet dans Les psychonévroses de défense (1894) qu'il rompt avec les conceptions psychiatriques  classiques, en affirmant que la cause de la névrose obsessionnelle est à situer dans l'« existence d'un conflit intrapsychique d'origine sexuelle ».

### Précédents en psychiatrie
Chantal Brunot rappelle que des traits nosologiques de la névrose obsessionnelle se retrouvent sous l'expression de « folie raisonnante » chez Pinel et des monomanies ou « délires partiels » chez Esquirol mais ce sont Jean-Pierre Falret et surtout Bénédict Morel qui mirent en évidence l'obsession comme un syndrome à part entière, Morel étant considéré comme le père « du concept nosographique d'obsession ».
Krafft-Ebing avec son concept de Zwangsvorstellungen (« représentations qui s'imposent »), George Miller Beard par la notion de neurasthénie ainsi que Maurice Krishaber par sa description de la « névropathie cérébro-cardiaque » ont également participé à l'établissement de cette catégorie psychique.

### Freud
Tandis que d'après Jacques Postel, la notion de névrose obsessionnelle est une reprise par Freud de la notion de psychasthénie de Pierre Janet,,, Freud apparaît aux yeux de Chantal Brunot « comme étant l'instigateur d'une rupture épistémologique profonde à l'égard de ses prédécesseurs » en s'opposant notamment à l'explication par l'affaiblissement des capacités intellectuelles avancée par Janet dans sa notion de psychasténie.
Sigmund Freud isole l'entité aujourd'hui universellement admise de la névrose obsessionnelle dans les années 1894-1895, il écrit en 1896, dans L'hérédité et l'étiologie des névroses : 

« Il m'a fallu commencer mon travail par une innovation nosographique. À côté de l'hystérie, j'ai trouvé raison de placer la névrose des obsessions (Zwangsneurose) comme affection autonome et indépendante, bien que la plupart des auteurs rangent les obsessions parmi les syndromes constituant la dégénérescence mentale ou les confondent avec la neurasthénie. »

— Freud, 1896.
L'étiologie traumatique de la névrose obsessionnelle que Freud propose est la suivante : un événement sexuel précoce survient avant l'âge de la puberté ; contrairement à ce qui se passe dans l'hystérie, l'événement en question « fait plaisir à l'enfant ». Dès lors, le sujet en éprouve un fort sentiment de culpabilité et s'accable de reproches ; ceux-ci sont refoulés, puis remplacés « par un système primaire de défense » : scrupulosité, honte, etc..

## Symptômes et mécanismes de défenses du Moi
La névrose obsessionnelle exprime des formations névrotiques mais normales, comme le rêve éveillé, des mécanismes de défenses présents dans d'autres névroses, comme le refoulement, l'isolation, le déplacement, la condensation, la dénégation, la répression mais aussi des défenses qui lui sont propres, comme la formation réactionnelle, l'annulation rétroactive, l'intellectualisation, l'inhibition. Le doute et la procrastination constituent des caractéristiques majeures de la pensée obsessionnelle.